# Live in Porto
Live in Porto — второй концертный альбом группы Client, выпущенный 11 ноября 2006 года, ограниченным тиражом.

## Об альбоме
Live in Porto записан в португальском городе Порту.
Название альбома совпадает с одноимённым альбомом 2003 года группы Coil: en:Live in Porto.

## Список композиций
1. It’s rock and roll
2. In it for the money
3. Tuesday night
4. Down to the underground
5. Price of love
6. Pills
7. Client
8. Overdrive
9. Radio
10. Here and now
11. Pornography
12. Rock and roll machine
13. Diary of an 18 year old boy
14. Zerox machine
15. Der mussolini

## Участники записи
- Robert Goerl[1]